# Cormérod
Cormérod (toponimo francese; in tedesco Kormerat, desueto) è una frazione del comune svizzero di Misery-Courtion, nel Canton Friburgo (distretto di Lac).

## Storia

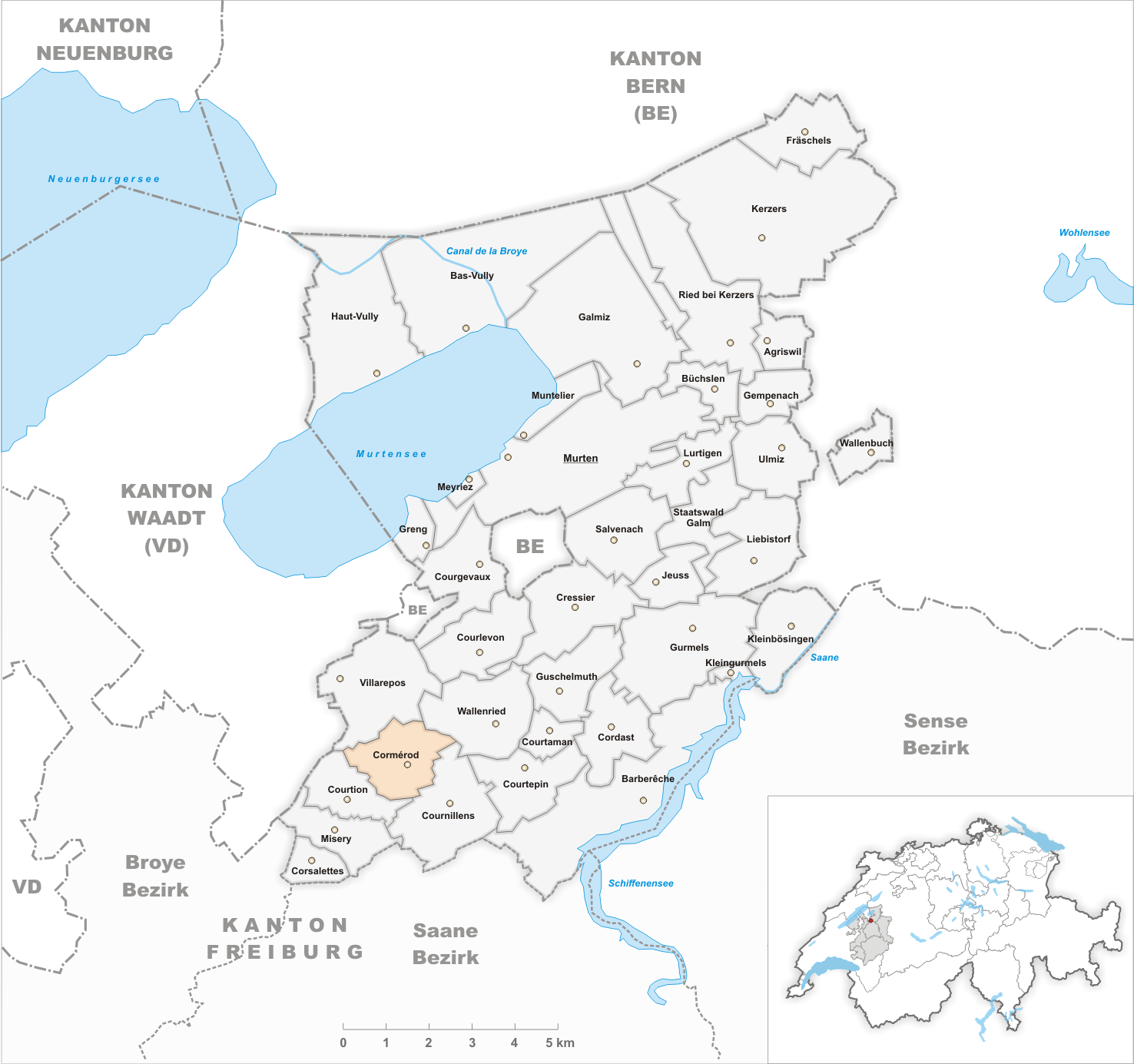
Il territorio del comune di Cormérod prima degli accorpamenti comunali del 1997

Già comune autonomo, nel 1997 è stato accorpato agli altri comuni soppressi di Cournillens, Courtion e Misery per formare il nuovo comune di Misery-Courtion.

## Monumenti e luoghi d'interesse

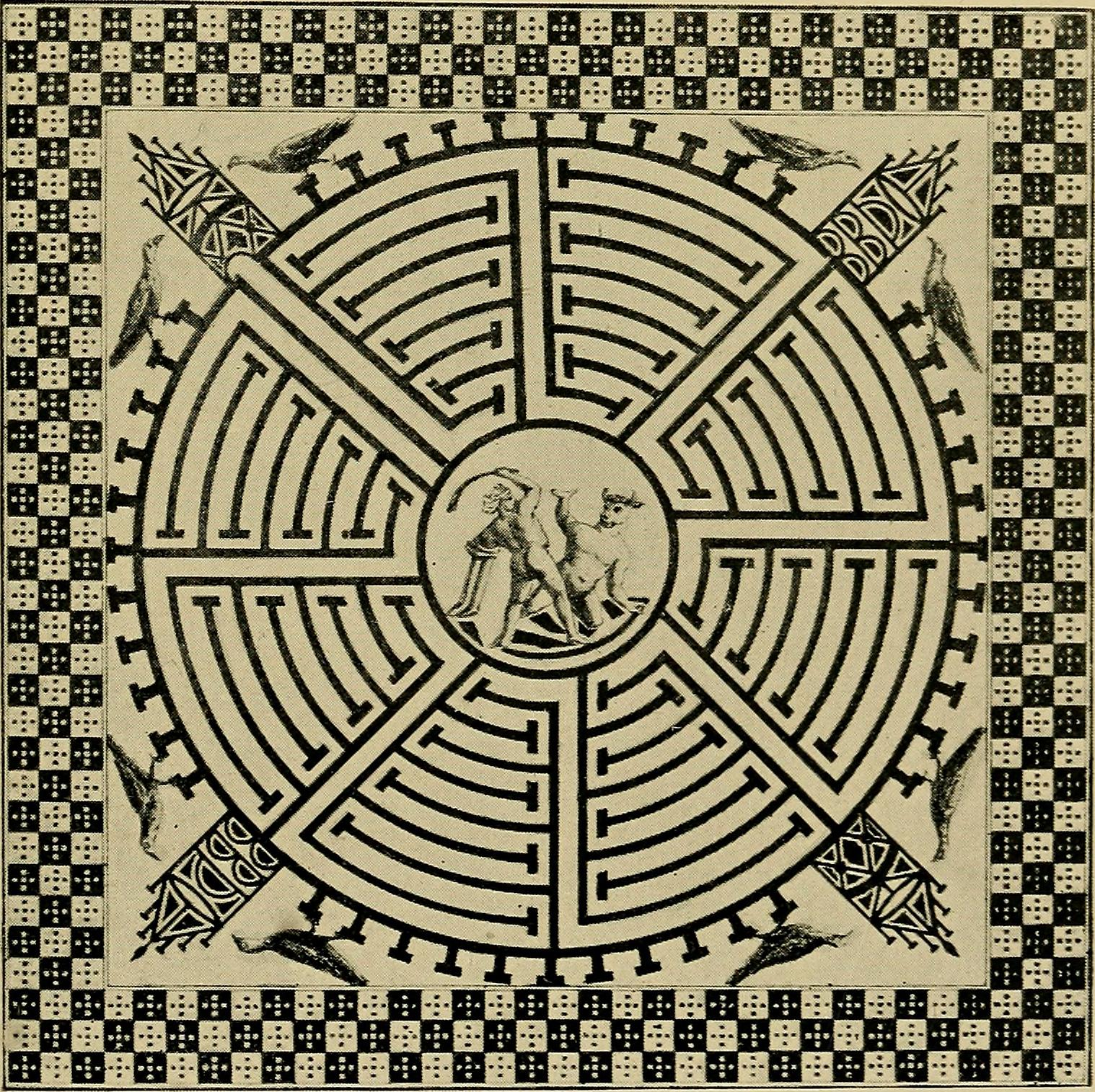
Il mosaico raffigurante Teseo che affronta il Minotauro nel labirinto

- Cappella cattolica di Sant'Antonio Eremita, eretta nel XVII secolo[1];
- Villa romana con mosaico raffigurante Teseo che affronta il Minotauro nel labirinto, risalente al III secolo[1].

## Società

### Evoluzione demografica
L'evoluzione demografica è riportata nella seguente tabella:
Abitanti censiti

## Amministrazione
Ogni famiglia originaria del luogo fa parte del comune patriziale che ha la responsabilità della manutenzione di ogni bene comune.